# Hästsportens folkhögskola
Hästsportens folkhögskola drivs som en ideell förening som har till ändamål att bedriva utbildning för ökad allmän bildning samt kunskap och medvetenhet inom rid-, trav- och galoppsporterna. Föreningens medlemmar var vid grundandet Svenska Ridsportförbundet, Svensk Galopp och Svenska Travsportens Centralförbund.
Skolan har sitt säte i Strömsholm, där en stor del av rid- och galopputbildningarna sker. Travutbildning sker till viss del i Wången. Den allmänna kursen bedrivs i form av en dagfolkhögskola i Västerås, i samarbete med Västerås folkhögskola,